# Федорівка (Вознесенський район)
Фе́дорівка —  село в Україні, у Веселинівській селищній громаді Вознесенського району Миколаївської області. Населення становить 342 осіб. Колишній орган місцевого самоврядування — Ставківська сільська рада.

## Населення

### Мова
Розподіл населення за рідною мовою за даними перепису 2001 року:
| Мова       | Кількість | Відсоток |
| ---------- | --------- | -------- |
| українська | 312       | 91.23%   |
| російська  | 26        | 7.60%    |
| румунська  | 3         | 0.88%    |
| гагаузька  | 1         | 0.29%    |
| Усього     | 342       | 100%     |